# Blit
Blit は、1982年、ベル研究所のロブ・パイクと Bart Locanthi が設計したプログラム可能なビットマップグラフィック端末である。最初は単なるASCII端末として起動し、UNIXシステムにログインするとウィンドウマネージャをダウンロードし、各ウィンドウがホストシステムの仮想端末として機能する（シリアル回線での多重化）。各ウィンドウは端末エミュレータが動作しているが、対話型のグラフィカルなアプリケーションをダウンロードして置き換えることができる。結果として、今日のUNIX上のウィンドウシステムとよく似た環境を実現していた。しかし、各アプリケーションは本体とインタフェース部に分かれ、別々のマシン上で動作している点が異なる。初期の分散コンピューティングの実装例でもある。
Blit は、AT&T/Teletype model 5620 として製品化され、その後 630 と 730 というモデルがリリースされている。
"Blit" の民間語源として "Bell Labs Intelligent Terminal" の略だと言われている。作者自身はジョークとして "Bacon, Lettuce, and Interactive Tomato" の略だと言ったことがある。しかし、ロブ・パイクのBlitに関する論文には、"Bit blit" の後半に由来すると書かれている。本来のニックネームは "jerq" であり、これは Three Rivers の PERQ グラフィックワークステーションに由来するジョークである。